# Liste des emplacements géographiques de l'Univers DC
Les localisations géographiques dans l'Univers DC constituent l'univers partagé servant de décor à DC Comics.

## Lieux
- Arrowcave est l'ancienne base d'opérations de Green Arrow et de Speedy.
- Batcave est le quartier général de Batman. Directement localisé sous le Manoir Wayne.
- Belle Reve (it), est une prison de haute sécurité pour Super-Humain (en). Il s'agit également du quartier général du Suicide Squad (l'Escadron Suicide en français) qui est localisé en Louisiane.
- Cimetière Avernus est un cimetière localisé dans Central City pour les ennemis de Flash connue comme Les Lascars (en), c'est une localisation caché.
- Cimetière Valhalla est un cimetière situé à Metropolis pour les super-héros qui sont morts au combat, il est destiné à être un lieu sacré pour les héros.
- Club Iceberg Lounge est une boîte de nuit et une base d'opérations du Pingouin situé à Gotham City.
- Crime Alley (Allée du Crime en français) est la zone la plus dangereuse de Gotham, où Martha et Thomas Wayne ont été tués.
- Danny the Street (en) (jeu de mots avec le nom français de Danny La Rue) est une rue consciente et un membre de la Doom Patrol.
- Hall of Doom est la base de la Legion of Doom (similaire à la Société Secrète de Super Vilains ou à la Ligue de l'Injustice).
- Hall of Justice (en) a été utilisé une seule fois comme base de la Ligue de Justice. Une version de ce quartier général de la Ligue de Justice apparaît dans le dessin animé Superfriends. Une autre version apparaît dans la nouvelle série Young Justice, où le Hall apparaît comme quartier général de la Ligue de Justice aux yeux du public.
- House of Mystery (Maison du Mystère en français) est une structure extradimensionnel dirigé par Cain.
- House of Secrets (Maison du Secret en français) est une structure extradimensionnel dirigé par Abel. Il existe une version qui est le quartier général des Secret Six.
  - Le Manoir Reichuss est une maison hantée mobile qui a servi comme House of Secrets (les comics édité par Vertigo) dans les années 1990.
- L'île Slabside alias Le Slab est une prison de haute sécurité pour Super-Humain. Initialement situait à New York, elle sera plus tard transportée en Antarctique.
- L'Asile d'Arkham est un établissement pour les criminels fous. Localisé dans Gotham City.
- La Forteresse de la Solitude est une forteresse située en Arctique (Pôle Nord) qui est utilisée par Superman comme repaire secret.
- La Prison Blackgate localisée à côté de Gotham City, est une prison connue pour avoir des criminels de Gotham étant simplement humains.
- La Tour des Titans est le quartier général des Teen Titans initialement situé à New York. Elle est actuellement située à San Francisco.
- Le Bar Oblivion est un bar extradimensionnel utilisé comme lieu de rencontre pour ceux qui utilisent la magie, ainsi que le quartier général du Shadowpact.
- Le Daily Planet est un immeuble qui est le siège du quotidien le Daily Planet, situé à Metropolis.
- Le Manoir Wayne est la maison ancestrale de Bruce Wayne situé à l'extérieur de Gotham City.
- Le Musée de Flash est un mémorial à la gloire des différents Flash qui se trouve à Central City.
- Le Pénitencier Iron Heights est une prison de haute sécurité conçue pour de nombreux ennemis de Flash, située à proximité de Keystone City.
- Le quartier général de la Société de justice d'Amérique dont la version actuelle est construit sur les fondations de l'ancien quartier général et musée de Brownstone. L'ancien quartier général se situait à Gotham City, le dernier à Manhattan. Souvent appelé Le Manoir Dodds.
- Le Sanctuaire du Docteur Fate est situé à Salem dans le Massachusetts.
- Le Sanctuaire Secret est le quartier général original de la Ligue de Justice et brièvement le quartier général de la Doom Patrol, situé à Happy Harbor.
- Les Tours de la LexCorp est l'ancien quartier général de Lex Luthor situé à Metropolis.
- Netherworld est une zone fictive de la ville de Chicago.
- Peña Duro est le nom de la première prison du vilain Bane située à Santa Prisca.
- Projet Cadmus est un laboratoire en génétique expérimental situé à Metropolis. Dans le dessin animé Young Justice, il est localisé à Washington DC.
- Sherwood Florist est le nom du magasin qui était au départ à Seattle (après la rupture avec la Ligue de Justice) et maintenant à Star City. C'est une entreprise qui est gérée par Dinah Laurel Lance alias Black Canary.
- Suicide Slum (Zone de suicide en français) ou le quartier Sud de Metropolis est une partie dangereuse de cette ville.
- Underworld est un lieu dans les égouts de Metropolis dont les Warwolders ont pris le contrôle. Ces derniers sont des rejetés de la société.

### Sites Industriels
- AmerTek Industries est une entreprise industrielle militaire précédemment située à Washington DC.
- Big Belly Burger est un établissement de restauration populaire.
- Ferris Aircraft (en) est une entreprise aérospatiale située à Coast City, dirigée par Carol Ferris (en).
- GothCorp (en) est une entreprise située à Gotham City, appartenant au PDG Ferris Boyle.
- Ironworks est situé à Metropolis, dirigé par John Henry Irons.
- Kord Industries est une entreprise industrielle fondée par Ted Kord, le deuxième Blue Beetle (Scarabée Bleu en français).
- La LexCorp est située à Metropolis, fait des recherches pour de nouvelles avancées technologiques.
- Queen Industries est situé à Star City. L'entreprise est gérée par l'entrepreneur Oliver Queen.
- S.T.A.R. Labs (en) est un laboratoire de recherche scientifique sur l'étude des humains hors du commun situé dans diverses installations.
- Wayne Enterprises qui comprend différentes filiales tel que Waynetech, Wayne Industries et plein d'autres, possédée par le philanthrope Bruce Wayne.

### LieuxExtra-terrestres
- Hardcore Station (en) est une ville-spatiale anarchique gérée par les entreprises.
- Heliopolis est une ville dans l'espace.
- Le Satellite de la Ligue de Justice (en) est le quartier général de la Ligue de Justice d'Amérique, situé en orbite à 35 888,371 km au-dessus de la surface de la Terre.
- La Tour de Guet de la Ligue de Justice (en) est l'ancien quartier général de la Ligue de Justice d'Amérique. Il est en orbite autour de la terre.
- Portworld est un port spatial intergalactique.
- Ranx la Ville Consciente (en) est une ville douée de conscience détruite par le Green Lantern Sodam Yat (en).
- Starlag est une station prison.
- Warworld (en) est une planète artificielle utilisée par Mongul et Brainiac.

### Écoles et universités
- Gotham Academy, l'une des écoles de Gotham City.
- Gotham University qui est aussi appelée "Gotham State University", est la principale université de Gotham City.
- Holliday College est la principale université de Gateway City où Wonder Woman rencontra la sororité Beeta Lambda dont étaient membres Holliday Girls et Etta Candy.
- Legion Academy est une école située à Metropolis qui servira à former les membres de la Légion des Super-Héros au XXXIe siècle.
- Metropolis University est la principale université de Metropolis.
- State University est souvent mentionnée dans l'ancien comics de Flash.
- Université Notre Dame des Ombres est une école en France spécialement conçue pour les humains super-avancés.

### Lieux qui existent seulement dans d'autres médias DC
- La Prison Stonegate, comparable à la Prison Blackgate dans la série Batman et la plus grande de l'Univers DC animé.

## Les villes de la Terre d'UDC

### Noms de villes fictives
- Blüdhaven est l'ancienne ville de Nightwing détruite lors de Infinite Crisis par Chemo membre de la Société Secrète des Super Vilains. Située à proximité de Gotham City dans le New Jersey.
- Blue Valley (en) est la ville de naissance du troisième Flash, Wally West et la ville de Stargirl. Elle est située dans le Nebraska.
- Brick City est une ancienne ville de Black Lightning.
- Calvin City est la ville d'Al Pratt premier Atom de l'âge d'or situé en Pennsylvanie.
- Central City est l'ancienne ville servant de base au deuxième Flash, Barry Allen.
- Charlton's Point est la ville de Miguel Devante, le nouveau Fils de Vulcain.
- Civic City est l'ancienne ville servant de base à la Société de Justice d'Amérique située en Pennsylvanie.
- Coast City (en) est la ville du Green Lantern Hal Jordan située en Californie.
- Codsville est un petit village de pêche du Maine (États-Unis) pour lequel la Doom Patrol ont donné leur vies. Renommé "Ville des Quatre Héros" après la mort de la Doom Patrol.
- Cosmos est la petite ville natale du Teen Titans Risk (en), située dans le Colorado.
- Dakota City est la ville de Icon (en), Static (en), du Shadow Cabinet (en) et du Blood Syndicate (en).
- Delta City est la ville de Heckler (en) et Vext (en). Il est établi dans le Doom Patrol volume 5, chapitre #16 qu'elle existe à l'intérieur de la continuité principale de l'Univers DC.
- Dos Rios est la ville du second El Diablo située dans le Texas.
- Empire City est la ville du second Manhunter (Paul Kirk), située à Vancouver au Canada.
- Fairfield est l'ancienne ville de Billy Batson (Captain Marvel, maintenant connu sous le nom de Shazam), Mary Batson (Mary Marvel), et de leurs parents adoptifs, détruite par Mr.Atom (en).
- Fawcett City (en) est la ville de Captain Marvel (Shazam), la Famille Marvel (en), Bulletman (en), Ibis l'Invincible, et beaucoup d'autres personnages anciennement associés à l'éditeur Fawcett Comics.
- Feithera est une ville cachée d'un peuple-oiseau et la ville natale de Northwind (en), située au Groenland (détruite).
- Gateway City est l'ancienne ville de Wonder Woman située en Californie.
- Gorilla City est la ville de Solovar (en) et de Gorilla Grodd, peuplée de Singes super-intelligents et située en Afrique.
- Gotham City est la ville de Batman. Fictivement située aux alentours du sud du New Jersey et du Delaware, en face de Philadelphie, dans la baie du Delaware.
  - Gotham Bay est une rivière qui traverse Gotham City.
- Granville est une petite ville du Kansas proche de Smallville.
- Happy Harbor est l'emplacement du Sanctuaire Secret de la LJA, et l'ancienne ville de Lucas "Snapper" Carr (en) située dans le Rhode Island.
- Hub City est la ville de Vic Sage, le premier Question.
- Ivy Town (en) est la ville du second et actuel Atom, située dans la région de Finger Lakes de l'État de New-York.
- Keystone City (en) est aussi bien la ville du premier (Jay Garrick) et de l'actuel Flash (Wally West), que de Jakeem Thunder (en). Cette ville est située en Pennsylvanie.
- La Ville Cachée est la ville des Homo Magi (en) personnes dotées de pouvoirs magiques, située en Turquie.
- Leesburg en Caroline du Sud est la ville de la Supergirl de Peter David.
- Liberty Hill est la ville natale du troisième Homme Tatoué / Mark Richards.
- Manchester dans l'Alabama est la ville natale de Bart Allen.
- Mapleville est une petite ville que Superman a visité dans Action Comics no 179.
- Metropolis est la ville de Superman. La majorité des sources DC ont placé la ville dans le Delaware, au bord de la Baie du Delaware, face à Gotham City.
- Middleton est la ville de John Jones / Le Limier Martien, située juste au nord de Denver.
- Midwest City est l'ancienne ville de Captain Comet (uniquement dans pre-Crisis)
- Midvale est la ville pre-Crisis de Supergirl.
- Monument Point est la ville de la Société de Justice d'Amérique comme ils essayent de reconstruire la ville après avoir échoué à la sauver de la destruction.
- Nanda Parbat est une ville mystérieuse cachée dans les montagnes du Tibet. C'est une création basée sur le vrai Nanga Parbat se trouvant au Pakistan et à l'imaginaire Shangri-La. Il s'agit également du repaire de Ra's Al Ghul et de la Ligue des Assassins.
- National City est la ville de Supergirl, située sur la côte Ouest des États-Unis.
- New Carthage est l'emplacement de l'Université Hudson (en), où Dick Grayson (entre autres) a étudié, située à New York.
- New Venise est une ville imaginaire submergée utilisée en tant que base d'opérations d'Aquaman pendant un moment. On apprendra plus tard qu'elle est située en Floride.
- New Themyscira est la ville de Londres conquise et renommée par Wonder Woman et les Amazones dans Flashpoint.
- Opal City (en) est la ville de Starman.
- Park City est l'ancienne ville de Black Canary.
- Platinum Flats est la ville des Birds of Prey commencée en 2008, située en Californie.
- Portsmouth est la ville du second Docteur Mid-Nite (en), située à Washington.
- Radiance est la ville du héros des années 1940 Petit Garçon Bleu (en), située en Pennsylvanie.
- Santa Marta, à côté d'Hollywood, est une ville en devenir mais totalement détruite par le Major Désastre (en), situé en Californie.
- Science City est la ville du Titan Red Star, située en Russie.
- Smallville est l'ancienne ville de Clark Kent et de Conner Kent, située dans le Kansas.
- Solar City en Floride, est la ville du 1er Eclipso Bruce Gordon.
- St Roch est la ville de Hawkman et de Hawkgirl, située en Louisiane.
- Star City est la ville de Green Arrow, située à San Francisco.
- Sub Diego (en) est une partie immergée de San Diego située au large de la côte de la Californie. C'est la ville d'Aquagirl et a servi en tant que base d'opérations à Aquaman pendant un moment.
- Superbia est la ville servant de base aux Ultramarines, située dans les ruines de Montevideo.
- Vanity est la ville d'Aztek, située dans l'Oregon.
- Viceroy est la ville de Resurrection Man, située en Caroline du Sud.
- Violet Valley est la ville de la Doom Patrol, version de Rachel Pollack.
- Zenith City est la ville de Bulleteer (en).

### Villes actuelles qui existent aussi sur la Terre d'UDC
- Baltimore est la ville du Green Lantern Guy Gardner (en).
- Boston est l'ancienne ville de Wonder Woman.
- Chicago est l'ancienne ville servant de base à Hawkman et Hawkwoman, ainsi qu'au second Blue Beetle.
- Dallas est la ville du troisième Harold Jordan (en) (un personnage que l'on retrouve dans Blackest Night).
- Dayton est la ville de Black Alice (en) (un personnage des Birds of Prey).
- Denver est l'ancienne base de départ au Limier Martien.
- Détroit est l'ancienne base de départ de la Ligue de Justice et de Firestorm, et la ville natale de Lady Shiva (un autre personnage des Birds of Prey et de la Ligue des Assassins).
- El Paso est la ville natale de l'actuel Blue Beetle.
- Kansas City est la ville du Doom Patrol durant la fuite de Kupperberg / Morrison.
- Los Angeles est l'actuelle base de départ du héros Manhunter, temporairement la base des Outsiders et l'ancienne base de départ de Blue Devil.
- Metropolis rend hommage au personnage imaginaire de Superman en érigeant une statue et un musée à sa gloire. À noter que dans le comics, Metropolis est décrite comme une grande ville alors qu'en réalité cette ville ressemble plus au Smallville du comics.
- Midway City est l'ancienne ville de Hawkman, Hawkwoman et du Doom Patrol.
- New-York est la ville servant de base à beaucoup de héros pendant des années. Cependant, dans quelques versions, Metropolis (version comics) est la version de l'Univers DC de New-York plus qu'une ville séparée. New York a pour surnom Gotham.
- Philadelphie est la ville de The Ray (en) et du Black Condor.
- Phoenix est la ville du cinquième Starman, Will Payton.
- Pittsburgh est la ville du premier Firestorm pendant de nombreuses années.
- San Diego, cette ville dans l'UDC a été à moitié immergée sous l'océan à cause d'un tremblement de terre, devenant Sub Diego. La banlieue périphérique est la base d'Animal Man.
- San Francisco est la ville servant de base aux Teen Titans.
- Seattle est l'ancienne ville de Green Arrow et Black Canary.
- Topeka a été détruite dans une explosion lors d'une invasion alien.
- Tokyo est la ville servant de base au Super Young Team (en) et au Big Science Action (en).
- Washington DC est l'actuelle ville servant de base à Steel, Alpha Centurion (en) et aux Freedom Fighters (en).

### Villes qui existent exclusivement dans d'autres médias DC
- Capital City, dans la série Superboy, c'est une ville importante proche de Shusterville et de l'emplacement de l'agence du Bureau des Extra-Normal où Clark Kent et Lana Lang sont internes, situé en Floride.
- Dairyland, dans le dessin animé Super Friends, est la terre agricole la plus luxuriante et écologique en Amérique, situé en Heartland (Région des États-Unis qui ne touchent ni l'Océan Pacifique ni l'Océan Atlantique).
- Edge City est une métropole évoqué dans plusieurs épisodes de Smallville, tel que "Pensées secrètes", "Ryan", "Le fils prodigue", "Invincible", "Le jugement dernier", "La sorcière d'argent".
- Jump City est la ville des Teen Titans dans la série du même nom, situé sur la Côté Ouest.
- Siegelville, dans la série télévisée Superboy, c'est un petit campus où Clark Kent et T.J. White assistent à des cours de journalismes de l'école Siegel dans l'Université Shuster, situé en Floride.
- Steel City est la ville des Titans de l'Est dans la série Les Jeunes Titans, situé sur la Côte Est.
- Tempest Key est la ville d'Arthur "AC" Curry dans le pilote non diffusé sur CW de Aquaman (en), située proche du Triangle des Bermudes vraisemblablement en Floride.

## Emplacements géographiques et pays imaginaires de l'UDC
- Abyssia est une nation souterraine ayant été infestée une fois par des vampires et sauvée par les Outsiders.
- Atlantis est le légendaire continent englouti, dirigé par Aquaman.
  - Poseidonis (en) est une ville Atlante importante.
  - Thierna Na Oge est la ville des Tuatha De Danann (en), une culture qui a une grande affinité avec la magie.
  - Tritonis est une ville Atlante habitée par les êtres vivants sous la mer.
- Badhnisia est une petite nation des îles des mers du Sud, dans ou proche de l'Indonésie de nos jours, où Johnny Thunder a été élevé[2],[3].
- Bana-Mighdall est une nation Amazone fictive située dans le Moyen-Orient.
- Bialya est un pays imaginaire au nord de l'Iran et de l'Arabie saoudite, et un ancien refuge de super-vilains. Détruit par Black Adam durant les 52.
- Bhutran est un territoire fictif et isolé dans le Sud de l'Asie entouré par les montagnes.
- Bulgravia est un pays imaginaire des Balkans.
- Corto Maltese est une île fictive déchirée par la guerre, présentée dans Batman: Dark Knight, Batman, Smallville, Arrow et The Suicide Squad. Elle est nommée d'après Corto Maltese.
- Les Émirats Quirien sont un pays imaginaire brièvement mentionné dans l'épisode "Conspiration" (Saison 1) de Batman.
- Galonia est une des nombreuses nations contrôlée par Luthor de la Terre-Deux.
- Hasaragua est un pays imaginaire de l'Amérique du Sud, c'est là qu'est basé Brutale (en).
- Île Blackhawk est l'ancienne base des Blackhawks.
- Île Starfish (en) est l'île où le playboy millionnaire Oliver Queen a échoué dans l'histoire d'origine de Green Arrow[4].
- Kahndaq (en) est un pays imaginaire du Moyen-Orient, ayant servi de base et anciennement dirigé par Black Adam.
- Kasnia (en) est un pays imaginaire des Balkans.
- Kor est le royaume Africain fictif du Docteur Mist (en).
- L'île Dinosaure (en) est une île perdue dans les brouillards du temps[5].
- Markovia est le pays de Terra et de Geo-Force (en).
- Modora (en) est le pays de Sonar (en).
  - Pokolistan (en) est une nation qui occupe maintenant le site de l'ancien Modora. A été une fois dirigée par le Général Zod.
- Nyasir est un pays imaginaire de l'Afrique Orientale, possède en son sein un fort mouvement religieux "Rédemption". La capitale est Buranda.
- Qurac (en) est un pays imaginaire du Moyen-Orient entre l'Irak, l'Arabie Saoudite, l'Iran et le Koweït.
- Rhapastan est un pays imaginaire du Moyen-Orient qui serait limitrophe de la Turquie.
- Rheelasia est un pays imaginaire asiatique.
- San Sebor est un endroit qui a été renversé par l'entreprise soutenu par Le Conglomérat (it).
- Santa Prisca (en) est une île fictive des Caraïbes où est né et a vécu Bane.
- Syraq est un pays imaginaire du Moyen-Orient.
- Themyscira connu aussi comme Paradise Island, pays de Wonder Woman et des Amazones.
- Toran est une des nombreuses nations mineures européennes contrôlée par le Lex Luthor de Terre-Deux.
- Tropidor est un pays imaginaire d'Amérique centrale.
- Umec est un pays imaginaire du Moyen-Orient.
- Vlatava (en) est la terre natale du Comte Vertigo (en), détruite par Le Spectre.
- Zandia est la terre natale de Brother Blood.

### Pays qui existent exclusivement dans d'autres médias DC
- Nairomi, pays africain fictif apparaissant dans le film Batman v Superman : L'Aube de la justice.
- Boravie, pays fictif apparaissant dans le film Superman (film, 2025)
- Jarhanpur, pays fictif voisin de la Boravie, dans le film Superman (film, 2025)

## Systèmes Planétaires
- -7pi est un monde natal dans le secteur des Green Lantern.
- 1417.196.E est une planète qui a été détruite par Star 196.
- Almerac est l'ancien monde natal de Maxima (en), Ultraa (en) et Mongal (en). On suppose qu'il est proche des constellations d'Andromède et des Poissons.
- Angor est la planète natale (détruite) des Champions d'Angor (en) appelé aussi les "Justifiers".
- Aoran, monde natal d'Evil Star (en) dont toute la population a été tuée.
- Apiaton est la planète natale des Insectoids. Les Insectoids impliquent généralement que Scorpius n'est pas loin.
- Appellax est la planète natale des Appellaxiens (en), les ennemis originaux de la Ligue de Justice.
- Archos est une planète primitive.
- Arden est une communauté agricole de Monak des Green Lantern.
- Astonia, monde natal du Blue Lantern Saint Walker
- Bellatrix est la planète natale du Green Lantern Boodikka (en).
- Beltair IV est la planète des Aquoids.
- Biot (en) est une planète et usine de fabrication de Manhunters.
- Bizarro World est la planète natale de Bizarro, appelée aussi Htrae (seulement dans Pre-Crisis).
- Bolovax Vik est l'ancien monde natal du Green Lantern Kilowog maintenant appelé Bolovax Vik II. Elle se situe proche de la constellation de la Grande Ourse.
- Bryak est une planète dirigée par le premier Brainiac.
- Calaton est un monde natal monarchique ravagé il y a 250 000 ans par Doomsday.
- Colu (en) est la planète des ordinateurs doué de conscience. Monde de Brainiac, Vril Dox et L.E.G.I.O.N. (en) et Brainiac 5.
- Criq est la planète natale du Green Lantern Driq.
- Czarnia est la planète natale (détruite) de Lobo, planète elle aussi proche de la Grande-Ourse.
- Daxam (en) est le monde des Daxamites, descendants des Kryptoniens. On suppose que cette planète se situe dans la constellation du Sagittaire.
- Debstam IV est un monde conquit par Mongul.
- Dhor est la planète natale de Kanjar Ro (en).
- Exxor est la planète natale des Wonder Twins (en).
- F'py est la planète natale du Green Lanter Gk'd.
- G'newt est la planète natale des chiens humanoïdes. Monde natal du Green Lantern G'nort (en).
- Gallo est un petit satellite aux abords de la galaxie proche de Oa, monde natal de la mystérieuse Tribune.
- Galtea est la planète natale de Sarkus l'Infini.
- Gaolus est une planète prison de haute sécurité.
- Garon est la planète natale du Headmen.
- Glazzon est la planète du Green Lantern Ahtier.
- Graxos IV est la planète natale du Green Lantern Arisia (en) dans la constellation des Gémeaux.
- Graxos V est un monde avec un système judiciaire sévère.
- Grenda est un monde robotique.
- H'lven (en) est la planète natale de Ch'p (en) et B'dg, membres du Corps des Green Lantern.
- Harmony est la planète natale de Gold Star (en) actuellement décédé.
- Hwagaagaa est une planète envahie par les Tebans.
- Ith'kaa est la planète natale de Capitaine Comet et ayant comme principale grande ville Comet City.
- Inner Tasnia est la planète de Flodo Span.
- Kalanor est la planète natale de Despero. Monde imaginaire sans doute en lien avec la constellation du Taureau.
- Karna est la planète natale des Gordaniens.
- Khondra, lieu où se trouve un laboratoire militaire secret ayant créé un virus intelligent.
- Khundia est la planète natale de Khund. On suppose qu'elle est proche de la Grande-Ourse.
- Korugar (it) est la planète natale de Sinestro, Katma Tui (en) et Soranik Natu (en) du Corps des Green Lantern.
- Kreno est un monde esclave où les cyborgs sont souvent génétiquement modifées et ont un grand intérêt à s'assimiler dans la société alméracienne.
- Krolotea est la planète natale des gremlins Krolotéen.
- Krypton est la planète natale (détruite) de Superman, proche de la constellation des Poissons dans la Galaxie d'Andromède, on suppose qu'elle se situe au Nord en direction de la constellation de la Balance.
  - Argo City (en) est une ville Kryptonienne d'où est originaire Supergirl. Elle a été propulsée dans l'espace lorsque Krypton a été détruite, mais a réussi à survivre grâce à un dôme atmosphérique installé au-dessus de la ville.
  - Kandor (en) est une ville Kryptonienne rétrécie par Brainiac. Maintenant, elle se retrouve dans une bouteille dans la Forteresse de la Solitude de Superman.
  - Kryptonopolis (en) est la capitale de la planète Krypton.
  - Rao est le nom de la grande étoile rouge autour de laquelle tourne Krypton.
  - Île Vathlo (en) est un continent de la Planète Krypton.
- Le Système Solaire (ca)
  - Vénus est l'ancienne base du Mister Mind (en).
  - La Terre (en)
    - La Lune est la localisation de la Tour de Guet de la Justice League et l'ancienne base d'Eclipso.

  - Mars est l'ancienne planète natale du Limier martien et des Martiens blancs.
  - Saturne autour de laquelle tournent les lunes d'où sont originaires Faceless Hunters (en), Jemm (en) et les races Saturniennes Blanche et Rouge.
    - Kalamar est un monde lunaire subatomique.

  - Le Soleil est une étoile jaune naturelle et source des super-pouvoirs des Kryptoniens.
- Le système stellaire de Véga est un système stellaire limitrophe de vingt-cinq planètes qui sont la patrie de plusieurs races y compris les Omega Men (en).
  - Citadel est une planète natale faisant partie du système de Véga.
  - Hnyxx est une planète natale faisant partie du système de Véga.
  - Karna est la planète natale des Gordaniens.
  - Okaara est la planète natale des Seigneurs de la guerre de Okaara. Située dans la Lumière Orange, où Larfleeze détenait le pouvoir de l'Avarice.
  - Ogyptu est la planète natale d'une grande race interplanétaire.
  - Planète Prison est une planète faisant partie du système de Véga.
  - Slagg est une planète faisant partie du système de Véga.
  - Tamaran (en) est la planète natale de Starfire.
  - Uxor est une planète faisant partie du système de Véga.
  - Wombworld est une planète faisant partie du système de Véga.
- Les abysses Obsidian est un secteur des Green Lantern dans l'espace lointain.
- M'brai est une planète avec un système d'évolution unique.
- Maag est la planète natale du Green Lantern Volk de Maag.
- Maltus (en) est la planète natale des Gardiens de l'Univers (en), Zamarons (en) et Controllers (en). Imaginairement située proche des Pléiades.
- Mogo est une planète dotée d'une conscience qui est aussi un membre du Corps des Green Lantern.
- Muscaria est un monde de moisissure doté d'une conscience.
- Myrg est une planète dirigée par la Princesse Ramia et son concubin/mari Doiby Dickles (en).
- New Genesis (en) et Apokolips, les planètes d'où sont originaires les New Gods (en français Nouveaux Dieux) et imaginairement situées dans la constellation d'Orion.
- Oa est la planète natale des Gardiens de l'Univers, on suppose qu'elle se situe proche des Pléiades.
  - Mosaic World (en) est un endroit chaotique sur Oa où Appa Ali Apsa (en) a transporté différentes villes d'une galaxie différente.
- Odym est comme une planète paradisiaque où se situe la Batterie du Corps des Blue Lantern.
- Orinda est la base des opérations secrète des Manhunters.
- Ovacron Six est la planète du Green Lantern Hannu.
- Planète J586 (en) planète de plantes intelligentes et planète natale du Green Lantern Medphyll (en).
- Qualar IV est la planète du Green Lantern Perdoo de Qualar IV.
- Ramnos est une planète dévastée par le Traître (en).
- Rann (en) est la planète d'adoption d'Adam Strange, située dans le système stellaire Polara.
- Rimbor est la planète d'Ultra Boy (en) et de Timberwolf (en).
- Rojira est la planète des Green Lanterns Ruulan.
- Ryut est le monde des morts et la localisation de la Batterie du Corps des Black Lanterns.
- Scylla est l'espace du Triarche (it).
- Slyggia est la base du Green Lantern Salaak (en).
- Southern Goldstar est la planète natale du Green Lantern Olepet.
- Sputa est le monde bactériologique du Green Lantern Larvox.
- Système de Chthalonia.
- Système de Daffath, c'est de la que vient Bedovian du Corps de Sinestro.
- Système Rexulus est le système stellaire de Setag Retss.
- Takron-Galtos (it) est une planète-prison vue dans les comics de Justice League of America et de Legion of Super-Heroes.
- Talok III est l'ancienne base de Starman III.
- Talok IV est la base de Lyssa Drak membre du Corps de Sinestro (en).
- Tanjent est la planète natale des enfants psioniques.
- Tchk-Tchk est la planète natale de la Légion de Tchkii.
  - Zintha gravite autour de Thar.
- Thanagar (en) est l'ancienne planète natale des Thanagariens, Hawkman (Katar Hol) (en) et Hawkwoman située dans le système stellaire Polara, détruite durant Infinite Crisis.
- Thanotopsia une planète détruite par Lobo en utilisant des armes nucléaires.
- Thar est une étoile vivante.
- Thordia est la planète natale du vilain de Darkstars (en), Pay-Back. Elle est située près de la constellation de la Baleine.
- Thoron est la planète de Halk Kar, située dans le système stellaire de Rao.
- Throneworld est la Capitale d'un empire galactique, dirigé par l'ancien Starman IV, Prince Gavyn.
- Thronn est la planète natale de Honor Team.
- Transilvane (it) est une planète artificielle.
- Trigus VIII est la planète natale des Femazons.
- Tristram est la planète natale du Green Lantern M'Dahna.
- Trogk est la planète natale de Moose de Trogk, membre du Corps de Sinestro.
- Tront est la planète natale du Green Lantern Eddore.
- Ungara est la planète natale du Green Lantern Abin Sur.
- Ventura est "la planète des parieurs". Planète des infâmes Rokk et Sorban.
- Vivarium est la planète artificielle habitée par les Ayries (en).
- Vulcain est la planète natale du Green Lantern Saarek.
- Warworld (en) est la planète artificielle des Warzoons.
- Xanshi est la planète d'êtres volants. Le Green Lantern John Stewart a été tenu pour responsable de sa destruction. Monde natal de la vilaine Fatality (en).
- Xarda
- Xudar est la planète natale du Green Lantern Tomar-Re (en).
- Ydoc est une planète de gladiateurs. Monde natal du Green Lantern Vandor.
- Ysmault (en) est la planète du Gardien scellé pour l'Empire of Tears et la localisation de la batterie du Corps des Red Lantern (en).
- Zakkaria est la planète du Crimson Star Mob.
- Zamaron (en) est la planète natale des Zamarons et du Corps des Violet Lantern (en). On suppose qu'elle est proche de Sirius.
- Zebron est une planète avec un peuple-plantes menacé par les Ravagers d'Olys.

### Planètes et lunes qui existent durant la période de laLégion des Super-Héros
- Aarok est une planète qui a été colonisée par les terriens dans le futur et planète natale de XS (en).
- Aleph est la planète natale de Kinetix (en). Anciennement peuplée d'une civilisation de magiciens.
- Angtu est la planète natale empoisonnée de l'infâme Mano (en), qui à lui tout seul a détruit sa propre planète.
- Baaldur est la planète natale de Glorith (en).
- Bgztl est la planète natale de Phantom girl, où les natives ont le pouvoir d'intangibilité.
- Bismoll est la planète natale de Matter-Eater / Tenzil Kem (en). Les natives de Bismoll ont la capacité de manger et digérer toutes formes de matière.
- Braal est la planète natale de Cosmic Boy et de son jeune frère, Magnetic Kid. Les Braalians possèdent le pouvoir du magnétisme.
- Cargg est la planète natale de Luornu Durgo / Triplicate Girl, où les natifs ont la capacité de se séparer en 3 parties distinctes.
- Colu (en) est la planète natale de Brainiac et de Brainiac 5.
- Daxam (en) est la planète sœur de Krypton et la planète natale de Lar Gand / Mon-El.
- Dryad est la planète natale de Blok (en).
- Durla est la planète natale de Reep Daggle / Chameleon Boy (en) et de sa race de métamorphes.
- Hajor est la planète natale du mutant télékinésique Kid Psycho (en).
- Hykraius est la planète natale de Tellus (en).
- Imsk est la planète natale de Shrinking Violet. Les imskians sont capables de rétrécir leur taille, même microscopique, à volonté.
- Kathoon est la planète natale perpétuellement sombre de Night Girl (en).
- Khundia est la planète natale du guerrier agressif Khunds (en).
- Labyrinth est une planète prison qui a servi au successeur de Trakron-Galtos.
- Lallor est la planète de Duplicate Boy (it), Evolvo Lad, Gas Girl, Life Lass et Beast Boy.
- Lupra est la planète natale de Color Kid (en).
- Lythyl est une planète de guerriers durs et cruels. C'est la planète du second Karaté Kid (en).
- Mardru est la planète natale de Chlorophyll Kid (en).
- Myar est la "planète des alchimistes", et la planète natale de Nemesis Kid (en).
- Naltor est la planète natale de Dream Girl (en). Les habitants de Naltor possèdent le pouvoir de précognition.
- Nullport est un planétoïde réputé pour la construction de vaisseau spatial.
- Orando (en) est une planète natale médiévale de Princess Projectra / Sensor Girl (en).
- Phlon est la planète natale de Chemical King (en).
- Rimbor est la planète natale d'Ultra Boy.
- Shanghalla (it) est un planétoïde qui sert de sépulture pour les plus grands héros de la galaxie.
- Shwar est la planète natale de Fire Lad (it).
- Somahtur est la planète natale de Infectious Lass (en).
- Starhaven est un monde colonisé par les amérindiens et planète natale de Dawnstar.
- Takron-Galtos est un monde prison artificiel construit pour contenir les pires super-criminels.
- Talok VIII est la planète natale de Shadow Lass / Umbra (en).
- Tharr est la planète natale de Polar Boy (en), un membre d'une race d'humanoïdes qui peuvent générer un froid intense à volonté.
- Titan (es) est une lune de Saturne et la planète natale de Imra Ardeen-Ranzz / Saturn Girl et de Saturn Queen (en). Tous les Titanians possèdent la Télépathie.
- Toomey VI est la planète de Barreer Wot du Corps des Green Lantern.
- Trom est la planète natale d'Element Lad (en), le dernier survivant de sa race pouvant transmuter l'élément.
- Vengar est la planète natale de la diabolique Impératrice Emerald (en).
- Vonn est la planète envahie par le Tython.
- Monde de Weber (en) est une planète artificielle qui sert de base pour les Planètes Unies (en).
- Winath est un monde où la naissance de jumeaux est la norme, planète des jumeaux Garth Lad / Lightning Lad et Ayla Ranzz / Lightning Lass (en) et de leur frère Lightning Lord (en).
- Xanthu (it) est la planète natale de Thom Kallor / Star Boy (en) et d'Atmos (en).
- Zerox est le "Monde du Sorcier". Planète de Mordru the Merciless (en), et le monde où la Sorcière Blanche (en) a appris la magie.
- Zoon (ou "Zuun") est la planète natale de Timberwolf.
- Zwen est la planète natale de Stone Boy (it). Les habitants de Zwen ont développé la capacité de se transformer en pierre.

## Univers Extra-Dimensionnels
- Azarath est la planète de Raven.
- Boutique de Barter est une mystérieuse boutique possédé par Hawk et Dove ennemi de Barter, c'est un lien dimensionnel.
- Darkworld (it) est le lieu de naissance des dieux Atlantes.
- L'Enfer (en) est le monde des esprits damnés.
- Faerie (en) est l'univers mystique du légendaire Fair Folk. Dirigé par Auberon (en) et Titania (en).
- Gemworld (en) est un univers mystique dirigé par les maisons royales basées sur les gemmes.
- Hypertime (en) est la toile interconnectée des lignes du temps divergentes.
- Ifé est une autre patrie dimensionnelle des dieux Africains connu comme les Orishas (Nommé d'après une ancienne cité Yoruba).
- Le Jardin des "Forking Ways" de Destin, un entrelacs de sentiers que gravissent des âmes suivant leurs destins.
- L'Univers d'Antimatière de Qward (en).
  - La Terre Antimatière est la planète natale du Syndicat du Crime.
- L'univers du Rêve est un univers où les télépathes tel que Key (en) résident.
- La Force Véloce est une énergie dans laquelle tous les speedsters (en) vont puiser.
- La Terre des Nightshades est un univers de manipulateurs d'ombre. C'est le monde de naissance de Nightshade.
- La Terre des Unliving est la planète dimension de l'être supérieure connu comme Nekron (en), Seigneur des Unliving.
- La Meta-Zone est la planète natale de Shade le Changing Man.
- La Zone Fantôme est une zone vide que Prometheus utilise pour se téléporter interdimensionnellement. (Aucun rapport avec la Zone Fantôme que l'on retrouve dans Superman)
- La Zone Fantôme est une prison dimensionnelle créée par les Kryptoniens.
- Le Bleed est un vide entre des dimensions du Multivers.
- Le Bar Oblivion est un bar extra-dimensionnel qui est seulement accessible aux personnes douées en magie. Et quartier général de Shadowpact.
- Le Multivers était anciennement infini, désormais devenu une série de 52 terres parallèles.
- Le Quatrième Monde
  - Apokolips est la planète natale de Darkseid et de ses serviteurs.
    - Armagetto est la capitale d'Apokolips.

  - God Wave est un phénomène interstellaire de l'univers précédent.
  - New Genesis est la planète natale des New Gods qui sont dirigés par Highfather (en).
  - La Galaxie Prométhéenne est la localisation de la Source (en).
    - Le Mur Source (en) est le bord supposé de la réalité elle-même.
- Le Rêve (en) est l'univers du sommeil. Dirigé par Dream du Endless (en) alias The Sandman.
- Le Totem Tantu porté par Vixen contient la base extra-dimensionnelle du dieu Africain Anansi.
- Les Shadowlands est un lieu de ténèbres majeur. C'est la source de pouvoir pour Obsidian et Le Shade (en), parmi d'autres.
- Les Limbes (en) est le vide entre des réalités[6]. Et ancienne prison de la Société de Justice.
- Manoir Wintersgate est la maison de Baron Winters chef de la Night Force (en) qui est un lien dimensionnel.
- Monde Miroir est la quatrième dimension. Planète des Duomalians et des Orinocas. À l'origine découvert par Zatara (en), plus tard découvert par Sam Scudder, le Maître des Miroirs[7],[8].
- Mont Olympe est le monde des dieux Greco-Romains.
- Myrra est un univers d'heroic fantasy. Et ancienne base de Nightmaster (en).
- Paradise Dimension est une dimension où Superman-Prime gagne ses pouvoirs.
- Pax Dimension est la dimension d'où proviennent les Bloodline Parasites.
- La Pierre d'Éternité (en) est la base du sorcier Shazam (en), situé au centre de l'espace et du temps.
- Purgatoire est un monde où les âmes expient pour leur crimes.
- Pytharia est une planète ressemblant à la terre mais de l'époque Préhistorique.
- Le Royaume Jejune est une terre comique de dieux mineurs de Vext (en).
- Silver City (it) est la demeure des anges et le monde d'après des saints.
- Skartaris (en) est une dimension sauvage magique "à l'intérieur de" la Terre. Base actuelle de Travis Morgan, le Warlord.
- Teall est la dimension d'êtres d'énergie microscopiques. Quislet (en) de la Légion des Super-Héros est un Teallian.
- Terre D est la planète de l'Alliance de Justice d'Amérique que l'on voit dans Legends of the DC Universe: Crisis on Infinite Earths (février 1999).
- Timestream (en) est une dimension où le temps est exprimé spatialement. Base du Timepoint, également appelé Vanishing Point et quartier général du Linear Men (en).
- Time Point est une prison qui se situe à la fin du temps.
- L'univers de poche (en) est créé par le Time Trapper (en).
- Univers Omega est l'univers extra-dimensionnel où Darkseid peut envoyer les victimes qui sont frappées par son Effet Omega.
- Xarapion est la base de Thar Dan (inventeur de la ceinture Dimensiomètre donné à Shadow Thief (en)).
- Zrrrf est la cinquième dimension, base de Mr Mxyzptlk, Bat-Mite, Qwsp (en) et le Thunderbolt.